# Lamborghini Sesto Elemento
O Lamborghini Sesto Elemento é um super carro com motor 5.2 L V10 da Lamborghini, que estreou no Paris Motor Show de 2010. O nome "Sesto Elemento" (Sexto elemento, em português) é uma referência para o número atômico carbono, pelo carro ser feito de fibra de carbono. A produção do carro é limitada a 20 unidades.
Ele faz de 0 a 100 km/h em 2.5 segundos e atinge 356 km/h com seu motor 5.2 L V10, que gera 578 cv. Ele usa uma transmissão semiautomática de 6 marchas. Esta Lamborghini que tem uma relação peso-potência de 1.75 kg/cv, está na lista dos carros mais caros do mundo, e na dos mais desejados por alguns. 